# Élections à Sceaux
Cette page recense les résultats des différents scrutins à échelle locale ou nationale ayant eu lieu sous la Ve République dans la commune de Sceaux dans les Hauts-de-Seine.

## Élections municipales à Sceaux
Les élections municipales ont lieu tous les six ans dans l'ensemble des communes françaises. Le mode de scrutin appliqué aux élections municipales dans la ville est le suivant : Il s'agit d'un scrutin proportionnel de liste avec prime majoritaire. Au premier tour, la liste qui remporte la majorité absolue et le vote d'au moins le quart des électeurs inscrits remporte 50 % des sièges, le reste est réparti entre toutes les listes ayant obtenu au moins 5 % des suffrages exprimés ; si aucune liste n'obtient la majorité absolue, un second tour a lieu auquel peuvent se présenter les listes ayant réuni au moins 10 % des suffrages exprimés au premier tour (les listes ayant obtenu au moins 5 % peuvent fusionner avec une liste qualifiée pour le second tour). Au second tour, la liste arrivée en tête obtient 50 % des sièges et le reste est réparti entre toutes les listes ayant obtenu au moins 5 %. En application de la loi de 2007 sur la parité, les listes doivent être composées alternativement d'un candidat de chaque sexe.
Les noms de listes énoncés ci-dessous correspondent aux dénominations et nuances politiques attribuées par le Ministère de l'Intérieur.

### 2020
Maire sortant : Philippe Laurent (UDI) / Maire élu : Philippe Laurent (UDI)
33 sièges à pourvoir
| Tête de liste  | Tête de liste             | Nuance         | Premier tour | Premier tour | Premier tour | Second tour | Second tour | Second tour | Sièges | Sièges |
| Tête de liste  | Tête de liste             | Nuance         | Voix         | % exprimés   | % inscrits   | Voix        | % exprimés  | % inscrits  | Sièges | %      |
| -------------- | ------------------------- | -------------- | ------------ | ------------ | ------------ | ----------- | ----------- | ----------- | ------ | ------ |
|                | Philippe Laurent          | LUD            | 2 644        | 44,98        | 18,55        | 2 927       | 51,75       | 20,33       | 26     | 78,8   |
|                | Jean-Christophe Dessanges | LREM           | 1 308        | 22,25        | 9,17         | 1 894       | 33,49       | 13,15       | 5      | 15,1   |
|                | Xavier Tamby              | LDVD           | 1 035        | 17,60        | 7,26         | 1 894       | 33,49       | 13,15       | 5      | 15,1   |
|                | Philippe Szynkowski       | LDVG           | 891          | 15,15        | 6,25         | 834         | 14,74       | 5,79        | 2      | 6,1    |
|                |                           |                |              |              |              |             |             |             |        |        |
| Inscrits       | Inscrits                  | Inscrits       | 14 252       |              | 100,0        | 14 393      |             | 100,0       |        |        |
| Abstentions    | Abstentions               | Abstentions    | 8 269        |              | 58,02        | 8 648       |             | 60,08       |        |        |
| Votants        | Votants                   | Votants        | 5 983        |              | 41,98        | 5 745       |             | 39,92       |        |        |
| Blancs et nuls | Blancs et nuls            | Blancs et nuls | 105          | 1,76         | 0,73         | 90          | 1,57        | 0,63        |        |        |
| Exprimés       | Exprimés                  | Exprimés       | 5 878        | 98,25        | 41,24        | 5 655       | 98,43       | 39,29       |        |        |

### 2014
Maire sortant : Philippe Laurent (UDI) / Maire élu : Philippe Laurent (UDI)
33 sièges à pourvoir
| Tête de liste  | Tête de liste       | Liste          | Premier tour | Premier tour | Premier tour | Second tour | Second tour | Second tour | Sièges | Sièges |
| Tête de liste  | Tête de liste       | Liste          | Voix         | % exprimés   | % inscrits   | Voix        | % exprimés  | % inscrits  | Sièges | %      |
| -------------- | ------------------- | -------------- | ------------ | ------------ | ------------ | ----------- | ----------- | ----------- | ------ | ------ |
|                | Philippe Laurent    | LUD            | 4 226        | 49,12        | 27,99        | 4 455       | 53,49       | 29,51       | 26     | 78,79  |
|                | Benjamin Lanier     | LUG            | 1 620        | 18,83        | 10,73        | 1 687       | 20,25       | 11,17       | 3      | 9,09   |
|                | Jean-Jacques Campan | LDIV           | 1 505        | 17,49        | 9,97         | 1 428       | 17,14       | 9,46        | 3      | 9,09   |
|                | Christian Lancrenon | LDVD           | 1 251        | 14,54        | 8,29         | 758         | 9,10        | 5,02        | 1      | 3,03   |
|                |                     |                |              |              |              |             |             |             |        |        |
| Inscrits       | Inscrits            | Inscrits       | 15 097       |              | 100,0        | 15 097      |             | 100,0       |        |        |
| Abstentions    | Abstentions         | Abstentions    | 6 260        |              | 41,47        | 6 578       |             | 43,57       |        |        |
| Votants        | Votants             | Votants        | 8 837        |              | 58,53        | 8 519       |             | 56,43       |        |        |
| Blancs et nuls | Blancs et nuls      | Blancs et nuls | 235          | 2,66         | 1,56         | 191         | 2,24        | 1,27        |        |        |
| Exprimés       | Exprimés            | Exprimés       | 8 602        | 97,34        | 56,98        | 8 328       | 97,76       | 55,16       |        |        |

### 2008
Maire sortant : Philippe Laurent (Sans étiquette) / Maire élu : Philippe Laurent (DVD)
33 sièges à pourvoir
| Tête de liste  | Tête de liste        | Liste          | Premier tour | Premier tour | Premier tour | Second tour | Second tour | Second tour | Sièges | Sièges |
| Tête de liste  | Tête de liste        | Liste          | Voix         | % exprimés   | % inscrits   | Voix        | % exprimés  | % inscrits  | Sièges | %      |
| -------------- | -------------------- | -------------- | ------------ | ------------ | ------------ | ----------- | ----------- | ----------- | ------ | ------ |
|                | Philippe Laurent     | LDVD           | 3 474        | 40,75        | 24,34        | 4 640       | 61,59       | 32,51       | 27     | 81,82  |
|                | Christian Lancrenon  | LMAJ           | 2 631        | 30,86        | 18,43        | 2 894       | 38,41       | 20,27       | 6      | 18,18  |
|                | Pascale Quivy Rachid | LUG            | 2 420        | 28,39        | 16,95        |             |             |             |        |        |
|                |                      |                |              |              |              |             |             |             |        |        |
| Inscrits       | Inscrits             | Inscrits       | 14 274       |              | 100,0        | 14 274      |             | 100,0       |        |        |
| Abstentions    | Abstentions          | Abstentions    | 5 619        |              | 39,37        | 6 197       |             | 43,41       |        |        |
| Votants        | Votants              | Votants        | 8 655        |              | 60,63        | 8 077       |             | 56,59       |        |        |
| Blancs et nuls | Blancs et nuls       | Blancs et nuls | 130          | 1,50         | 0,91         | 543         | 6,72        | 3,80        |        |        |
| Exprimés       | Exprimés             | Exprimés       | 8 525        | 98,50        | 59,72        | 7 534       | 93,28       | 52,78       |        |        |

La liste d'union de la gauche n'a pas pris part au deuxième tour de l’élection, en raison de l'oubli de sa tête de liste (PS) de s'inscrire à la sous-préfecture dans les temps.

## Élections présidentielles à Sceaux
Les règles de scrutin applicables aux élections présidentielles sont définies au niveau national. Les résultats présentés ci-dessous détaillent les scores obtenus par les différents candidats dans la commune.

### 2017
| Candidat       | Candidat              | Parti       | Premier tour | Premier tour | Premier tour | Second tour | Second tour | Second tour |
| Candidat       | Candidat              | Parti       | Voix         | %            | % inscrits   | Voix        | %           | % inscrits  |
| -------------- | --------------------- | ----------- | ------------ | ------------ | ------------ | ----------- | ----------- | ----------- |
|                | Emmanuel Macron       | EM          | 4 507        | 37,58        | 29,94        | 9 329       | 88,96       | 61,98       |
|                | François Fillon       | LR          | 3 805        | 31,73        | 25,28        |             |             |             |
|                | Jean-Luc Mélenchon    | FI          | 1 616        | 13,47        | 10,74        |             |             |             |
|                | Benoît Hamon          | PS          | 884          | 7,37         | 5,87         |             |             |             |
|                | Marine Le Pen         | FN          | 612          | 5,10         | 4,07         | 1 158       | 11,04       | 7,69        |
|                | Nicolas Dupont-Aignan | DLF         | 286          | 2,38         | 1,90         |             |             |             |
|                | François Asselineau   | UPR         | 101          | 0,84         | 0,67         |             |             |             |
|                | Jean Lassalle         | Résistons   | 77           | 0,64         | 0,51         |             |             |             |
|                | Philippe Poutou       | NPA         | 59           | 0,49         | 0,39         |             |             |             |
|                | Jacques Cheminade     | S&P         | 25           | 0,21         | 0,17         |             |             |             |
|                | Nathalie Arthaud      | LO          | 21           | 0,18         | 0,14         |             |             |             |
|                |                       |             |              |              |              |             |             |             |
| Inscrits       | Inscrits              | Inscrits    | 15 052       |              | 100,0        | 15 052      |             | 100,0       |
| Abstentions    | Abstentions           | Abstentions | 2 914        |              | 19,36        | 3 631       |             | 24,12       |
| Votants        | Votants               | Votants     | 12 138       |              | 80,64        | 11 421      |             | 75,88       |
| Blancs et nuls |                       |             |              |              |              |             |             |             |
| Exprimés       |                       |             |              |              |              |             |             |             |

## Élections législatives à Sceaux
Les élections législatives visent à élire un député et un suppléant de sexe opposé à l'échelle d'une circonscription. Les résultats indiqués ci-dessous sont ceux ayant été relevés dans la commune.